# (3554) Amun
(3554) Amun (1986 EB) – planetoida z grupy Atena okrążająca Słońce w ciągu 351 dni w średniej odległości 0,97 j.a. Została odkryta 4 marca 1986 roku w Obserwatorium Palomar Mountain przez Carolyn Shoemaker i Eugena Shoemakera. Nazwa planetoidy pochodzi od Amona, egipskiego boga, sprawcy niewidzialnego wiatru, urodzaju i płodności.